# 普瓦勒
普瓦勒（法語：Poil，法語發音：[pwal] ⓘ）是法国涅夫勒省的一个市镇，位于该省东南部，和索恩-卢瓦尔省接壤，属于希农堡（城）区。

## 地理
普瓦勒（46°52'1"N, 4°4'25"E）面积27.02 平方千米，位于法国勃艮第-弗朗什-孔泰大區涅夫勒省，该省份为法国中部省份，北至约讷省，西北接卢瓦雷省，西接谢尔省，南至阿列省，东南接索恩-卢瓦尔省，东临科多尔省。
与普瓦勒接壤的市镇（或旧市镇、城区）包括：拉科梅勒、阿鲁河畔圣迪迪耶、拉罗谢米莱、米耶、圣莱热苏伯夫赖。

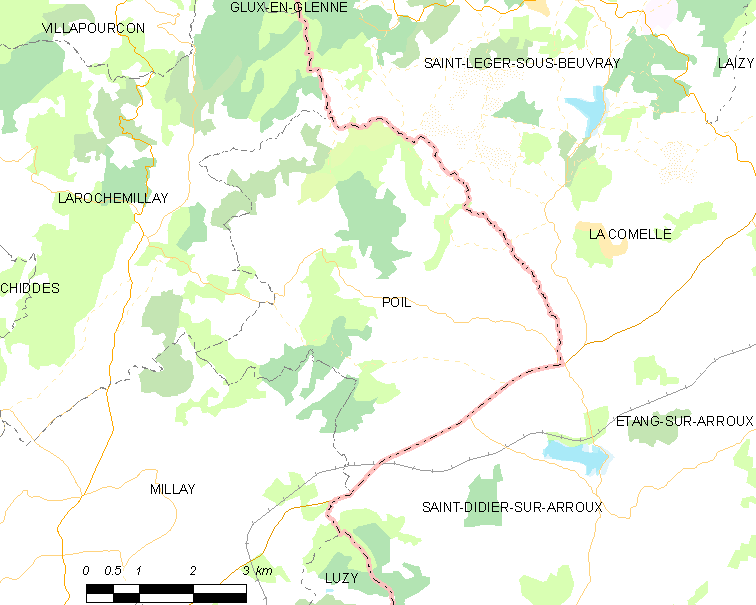
普瓦勒的OSM定位图

普瓦勒的时区为UTC+01:00、UTC+02:00（夏令时）。

## 行政
普瓦勒的邮政编码为58170，INSEE市镇编码为58211。

## 政治
普瓦勒所属的省级选区为吕济县。

## 人口

1962-2008年间普瓦勒人口变化图示

普瓦勒于2022年1月1日时的人口数量为151人。